# Invarianza (fisica)
In fisica, l'invarianza sotto l'azione di una trasformazione è la proprietà posseduta da alcune grandezze di non essere modificate dall'applicazione della trasformazione stessa.
Ad esempio, la velocità della luce e la massa di un corpo sono invarianti per trasformazione di Lorentz; il tempo per una trasformazione di Galileo.
Una legge fisica si dice invariante per una data trasformazione se può essere scritta in termini di quantità invarianti per quella trasformazione. La proprietà fondamentale delle equazioni che esprimono una legge invariante è che forniscono lo stesso risultato sia prima sia dopo la trasformazione.
Le proprietà d'invarianza sono importanti nella moderna fisica teorica in quanto molte teorie fisiche vengono espresse in termini d'invarianze e simmetrie, collegate a delle leggi di conservazione dal teorema di Noether. La covarianza e la controvarianza generalizzano la proprietà matematica di invarianza nel calcolo tensoriale.
Alcuni esempi di invarianza in fisica sono:
- Invarianza di Galileo
- Invarianza di Lorentz
- Invarianza di Poincaré
- Il principio di equivalenza di Einstein

- Invarianza di scala
- Invarianza di gauge
- Invarianza dell'isospin